# Lichnofugia
Lichnofugia is een geslacht van rechtvleugeligen uit de familie sabelsprinkhanen (Tettigoniidae). De wetenschappelijke naam van dit geslacht is voor het eerst geldig gepubliceerd in 1998 door Ingrisch.

## Soorten
Het geslacht Lichnofugia omvat de volgende soorten:
- Lichnofugia cornuta Ingrisch, 1998
- Lichnofugia nigra Ingrisch, 1998
- Lichnofugia petria Ingrisch, 1998
- Lichnofugia rufa Ingrisch, 1998
- Lichnofugia symfioma Ingrisch, 1998